# Dragan Đukić
Dragan Đukić (Suiza, 15 de julio de 1987) es un futbolista suizo de origen serbio. Juega de portero y su actual club es el SC Kriens.

## Selección nacional
Ha sido internacional con la Selección de fútbol de Suiza Sub-21.

## Clubes
| Club                    | País  | Año       |
| ----------------------- | ----- | --------- |
| Grasshopper-Club Zürich | Suiza | 2005-2008 |
| FC Wohlen               | Suiza | 2008      |
| SC Kriens               | Suiza | 2009-     |

- Datos: Q359035